# ديكي يوشيكاوا
ديكي يوشيكاوا (باليابانية: 吉川大幾؛ بالكانا: よしかわ だいき) هو لاعب كرة قاعدة ياباني، ولد في 21 أغسطس 1992 في تنوجي-كو في اليابان.

## وصلات خارجية
- ديكي يوشيكاوا على موقع الدوري الياباني لكرة القاعدة (الإنجليزية)
- ديكي يوشيكاوا على موقعبيزبول رفرنس.كوم (الدوري الثانوي) (الإنجليزية)